# Mulya Jaya (Semendawai Timur)
Mulya Jaya is een bestuurslaag in het regentschap Ogan Komering Ulu van de provincie Zuid-Sumatra, Indonesië. Mulya Jaya telt 1820 inwoners (volkstelling 2010).